# 용산동 (충주시)
용산동(龍山洞)은 대한민국 충청북도 충주시에 위치한 동이다.

## 개요
용산동은 충주 도심에서 동남쪽에 있는 남산의 지맥에 위치한 용의 전설이 서려있는 곳이다. 남산은 옛날에 많은 봉황이 서식했다고 해서 금봉산(錦鳳山)이라 부르기도 했으며, 삼국시대에는 남산의 지맥인 소릉(小陵)의 산상에 작은 연못이 있었는데 이 곳에서 용이 승천하였다고 하여 이 때부터 부근 마을을 용산(龍山)이라 불르게 되었다. 이 곳은 오랜 세월 동안 충주전매지청이 자리해 담배잎 생산의 전국적인 본고장 역할을 해 왔으며, 현재는 야외공연장, 풋살구장, 산책로, 체육시설 등을 갖춘 생활체육공원이 조성되어 주민의 사랑을 받는 휴식공간으로 자리매김하고 있다. 또한 초·중·고등학교가 밀집되어 있어 교육의 중심지로, 새로운 아파트가 곳곳에 들어서면서 쾌적하고 살기좋은 신주거지역으로 주민들로부터 각광을 받고 있다.

## 교육
- 충주중학교
- 충주여자고등학교
- 충주공업고등학교
- 충주남산초등학교
- 충주용산초등학교

## 아파트
| 단지명              | 시행사         | 건설사                  | 주소       | 입주       | 비고 |
| ------------------- | -------------- | ----------------------- | ---------- | ---------- | ---- |
| 충주 3차 푸르지오   | ㈜지앤인       | 대우건설                | 염밭로 13  | 2018년 4월 |      |
| 충주남산 동일하이빌 | 주리산업개발㈜ | ㈜동일토건              | 염밭로 22  | 2008년 4월 |      |
| 충주 용산주공 2단지 | 대한주택공사   | ㈜한양                  | 남산로 125 | 1999년 6월 |      |
| 충주 용산주공 3단지 | 대한주택공사   | 계룡건설산업 ㈜유진건설 | 남산로 114 | 2003년 7월 |      |